# Herczeg István
Herczeg István (Apátfalva, 1887. december 7. – Szatymaz, 1949. július 3.) olimpiai ezüstérmes magyar tornász, földbirtokos.
Részt vett az 1912. évi nyári olimpiai játékokon Stockholmban. Egy torna versenyszámban indult, a csapatverseny meghatározott szereken. Ebben a számban ezüstérmes lett 15 csapattársával együtt.
Klubcsapata a Szegedi Torna Egylet volt.